# Mugur Isărescu
Mugur Constantin Isărescu (Drăgășani, 1º agosto 1949) è un politico ed economista rumeno, governatore della Banca nazionale della Romania dal 4 settembre 1990 e Primo ministro della Romania dal 22 dicembre 1999 al 28 dicembre 2000.
Formatosi presso l'Accademia degli studi economici di Bucarest, tra il 1971 e il 1990 ha lavorato in qualità di ricercatore scientifico all'Istituto di economia mondiale di Bucarest. Nel 1990 ha rivestito l'incarico di segretario per i problemi economici in seno all'ambasciata della Romania negli Stati Uniti d'America.
Ha assunto la guida della Banca nazionale della Romania a partire dal settembre 1990 ed è stato riconfermato per altri sei mandati, di cui l'ultimo ha avuto inizio nel 2024. Nel 2009 è entrato nel Guinness dei primati come governatore con il più lungo periodo di permanenza a capo di una banca centrale.
Nel dicembre 1999 è stato indicato come primo ministro dal presidente della Romania Emil Constantinescu e ha condotto un governo di transizione fino all'anno successivo. Durante il suo mandato è stata registrata la prima risalita del PIL dopo tre anni di decrescita e sono state avviate le negoziazioni per l'adesione del paese all'Unione europea. Al termine della legislatura è tornato a rivestire il ruolo di governatore della BNR.
Si è candidato alle elezioni presidenziali del 2000, arrivando quarto.
Oltre che autore di numerose pubblicazioni sulla politica monetaria e le relazioni economiche internazionali, nel corso della carriera è stato docente di finanza in diversi atenei rumeni.
È membro del Club di Roma e della Commissione Trilaterale.

## Formazione e carriera professionale

### Famiglia e studi
Nacque dai genitori Constantin e Aritina. Negli anni cinquanta il padre fu direttore di banca e, successivamente, professore di matematica per venti anni. Mugur Isărescu ebbe anche due sorelle, Verona e Lala.
Tra il 1963 e il 1967 frequentò il liceo scientifico della natia Drăgășani.
Si laureò nel 1971 presso la facoltà di commercio dell'Accademia degli studi economici di Bucarest, con specializzazione in relazioni economiche internazionali.
Nel 1989 conseguì presso lo stesso ateneo il titolo di dottorato con una tesi avente quale relatore Costin Kirițescu dal titolo «Tendenze nella politica governativa dei cambi valutari sul piano internazionale e loro incidenza sulle relazioni economiche estere della Romania» («Tendințe în politica guvernamentală a cursurilor de schimb pe plan internațional și incidența lor asupra relațiilor economice externe ale României»).

### Attività accademica
Nell'agosto 1971, dopo la laurea, ottenne un posto di ricercatore scientifico presso il dipartimento dei prezzi internazionali e la sezione paesi capitalisti sviluppati dell'Istituto di economia mondiale (IEM) di Bucarest, in cui lavorò fino al febbraio 1990.
A partire dagli anni settanta insegnò finanza e politica monetaria all'Accademia degli studi economici (dal 1975 al 1989 e nuovamente dal 1995), al Centro di perfezionamento del ministero del commercio estero (1980-1989), all'Università popolare di Bucarest, all'Università Alexandru Ioan Cuza (1980-1989) e all'Università dell'Ovest di Timișoara (1994-1996).
Nel 2001 fu eletto membro corrispondente dell'Accademia romena e nel marzo 2006 acquisì lo status di membro titolare, oltre che il titolo di presidente della sezione economia, diritto e sociologia.
Il 19 novembre 2007 fu nominato membro corrispondente dell'Accademia reale di scienze economiche e finanziarie di Barcellona e il 25 novembre 2009 dell'Accademia reale dei dottori, divenendo il primo rumeno ad essere ammesso in due accademie reali spagnole.
Nel corso della carriera ricevette la laurea honoris causa da numerosi atenei rumeni e moldavi: l'Università del Nord di Baia Mare (2000), l'Università di Craiova (2003), Università di Pitești (2006), l'Università di Bacău Vasile Alecsandri (2007), l'Università dell'Ovest di Timișoara (2007), L'Università Babeș-Bolyai (2009), l'Università Alexandru Ioan Cuza (2009), l'Accademia di studi economici della Moldavia (2010), l'Università di Oradea (2011), l'Università Transilvania di Brașov (2011), l'Università Romena-Americana (2011), la Scuola nazionale di studi politici e amministrativi (2011), l'Università Andrei Șaguna (2012), l'Università Lucian Blaga (2013), l'Università Politecnica di Bucarest (2013), l'Università di Bucarest (2014), l'Accademia navale Mircea cel Bătrân (2014), l'Università Ovidius (2019) e l'Università di petrolio e gas di Ploiești (2019).

### Attività professionale
Dopo la caduta del regime socialista, nel febbraio 1990 fu assunto dal ministero degli esteri, che lo nominò segretario incaricato dei problemi economici e monetari presso l'ambasciata della Romania a Washington, con la responsabilità di curare le relazioni con la Banca Mondiale e il Fondo monetario internazionale. Nel settembre 1990 fu nominato governatore della Banca nazionale della Romania (BNR).
Tra il 1990 e il 1991 fu a capo della commissione istituita dal governo Roman per la ricerca e il recupero dei presunti fondi sottratti da Nicolae Ceaușescu al patrimonio di Stato. I risultati dell'inchiesta, tuttavia, non rilevarono l'esistenza di somme girate irregolarmente dal bilancio pubblico alla famiglia del dittatore.
Nel 1993 entrò a far parte del Club di Roma. Fu membro anche della Commissione Trilaterale.
Rivestì numerosi incarichi connessi al ruolo di governatore della BNR. Fu responsabile per la Romania in seno al consiglio dei governatori del Fondo monetario internazionale, vicegovernatore nel consiglio generale della Banca Mondiale, vicegovernatore nel consiglio generale della Banca europea per la ricostruzione e lo sviluppo, membro del consiglio generale del Sistema europeo delle banche centrali, oltre che membro con diritto di voto in rappresentanza della Romania in seno al Comitato europeo per il rischio sistemico. Tra il 2007 e il 2017 fu presidente del comitato nazionale per la stabilità finanziaria e dal 2017 presidente del comitato nazionale per la sorveglianza macroprudenziale della BNR. Rivestì anche il ruolo di vicepresidente della commissione nazionale e del comitato interministeriale per il passaggio all'euro. Tra il 1998 e il 2002 fu vicepresidente del Club dei governatori delle banche nazionali dei Balcani, il Mar Nero e l'Asia centrale. Tra il 2002 e il 2004 rivestì il ruolo di presidente della stessa associazione.
Tra gli altri incarichi professionali non correlati alla funzione di governatore della Banca nazionale della Romania, fu membro fondatore della Societa economica rumena (SOREC), vicepresidente dell'Associazione generale degli economisti della Romania (AGER), vicepresidente dell'Associazione per il diritto internazionale e le relazioni internazionali (ADIRI) e membro del consiglio consultivo dell'ufficio regionale per l'Europa e la CSI nel quadro del Programma delle Nazioni Unite per lo sviluppo.
Nel 1998 fu indicato come direttore dell'Istituto di economia mondiale di Bucarest, ma l'incarico fu sospeso per via del suo ruolo di governatore della banca centrale.

## Governatore della Banca nazionale della Romania

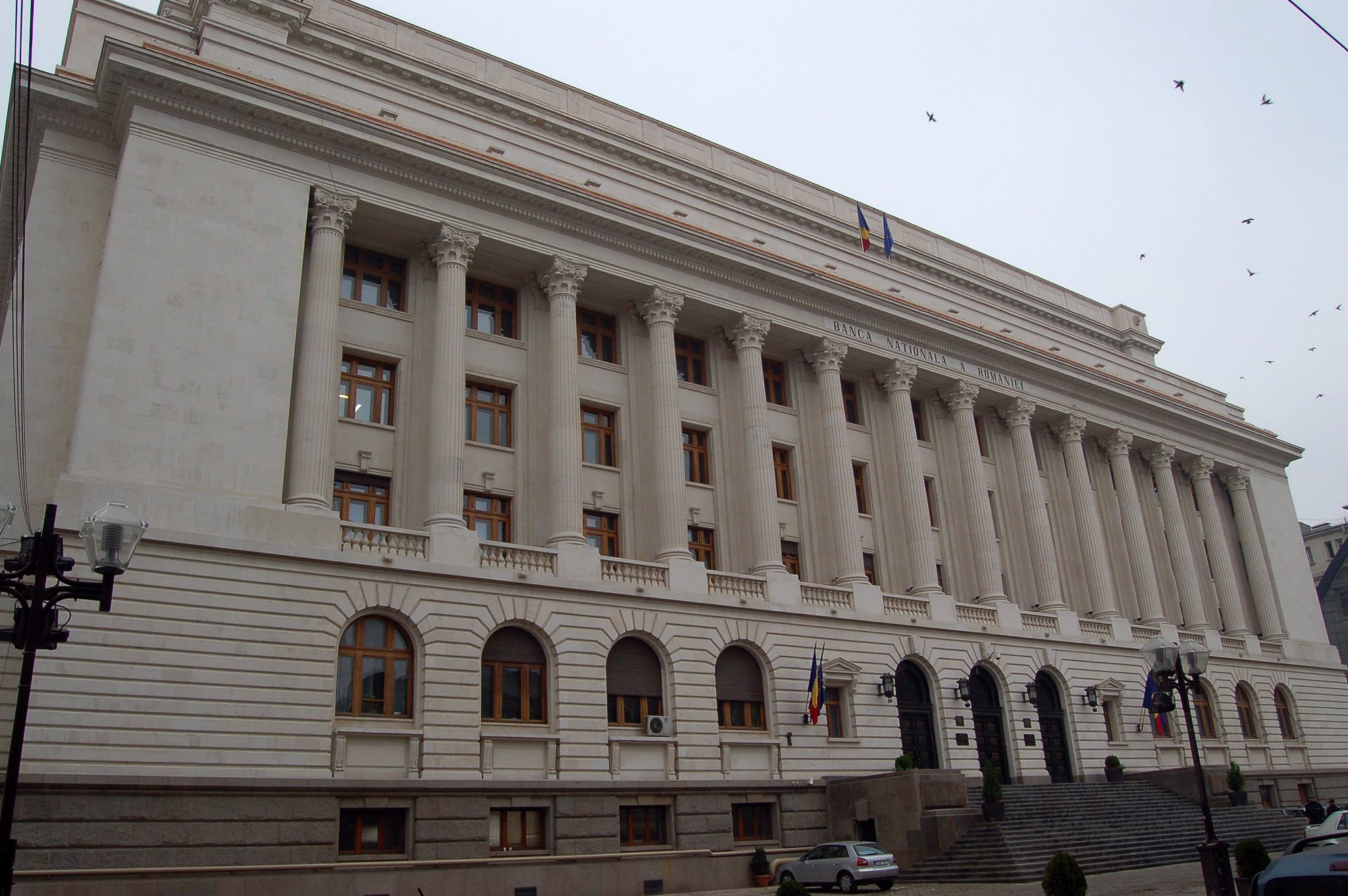
L'edificio della Banca nazionale della Romania a Bucarest.

Il 4 settembre 1990 fu nominato dal governo presidente del consiglio d'amministrazione e governatore della Banca nazionale della Romania. La sua nomina fu sostenuta dai ministri dell'economia e delle riforme del governo Roman, Eugen Dijmărescu e Adrian Severin. In seguito alla modifica dei regolamenti per l'elezione del governatore della BNR, il suo incarico fu nuovamente convalidato dal voto parlamentare del 31 luglio 1991, per un mandato di otto anni. Fu rieletto in tutti i successivi sei mandati della durata di cinque anni ciascuno, ricevendo il sostegno di diverse maggioranze parlamentari appartenenti all'intero spettro politico del paese. Ottenne la riconferma dell'incarico il 16 dicembre 1998, il 28 novembre 2004, l'8 ottobre 2009 (con 251 voti a favore e 42 contrari), il 16 giugno 2014 (377 favorevoli e 9 contrari), il 3 luglio 2019 (329 favorevoli e 15 contrari) e il 1º ottobre 2024 (286 favorevoli). L'incarico di governatore fu temporaneamente sospeso per un anno tra il 1999 e il 2000, quando ricoprì il ruolo di primo ministro.
In virtù dei diciannove anni alla BNR, il 16 luglio 2009 entrò nel Guinness dei primati come governatore con il più lungo periodo di permanenza a capo di una banca centrale.
Isărescu assunse la guida della BNR nel periodo di transizione del paese al capitalismo, partecipando al coordinamento delle politiche economiche della Romania e alla contrattazione degli accordi con il Fondo monetario internazionale. Nei primi anni novanta, malgrado l'incapacità di far fede agli impegni presi con il FMI e di preservare la solidità del sistema bancario statale dalla cattiva gestione degli organi di governo, Isărescu espresse posizioni liberali, riformiste e favorevoli all'armonizzazione legislativa con gli altri stati europei. Nella seconda parte del decennio le politiche monetarie e macroeconomiche della BNR contribuirono ad evitare il fallimento delle casse statali, come avvenuto alla Bulgaria nel 1996, e concorsero all'accesso del paese all'Unione europea del 2007. Dopo il 2000 l'istituzione si concentrò sull'accrescimento delle riserve valutarie e auree e alla progressiva riduzione dell'inflazione, che dopo il 2004 iniziò a scendere sotto il 10%.
Negli anni duemila fu promotore dell'emissione di una nuova valuta pesante, che prevedeva la sostituzione del vecchio leu con un nuovo leu con un rapporto di 10.000 a 1. Il progetto fu approvato dal parlamento nel 2004 e la moneta entrò in circolazione il 1º luglio 2005.
Nell'ottobre 2008, in conseguenza della svalutazione del leu e dell'innalzamento dei tassi di interesse da parte delle banche, Isărescu dichiarò pubblicamente che la moneta nazionale era soggetta ad un attacco da parte di speculatori interessati al suo deprezzamento. La banca nazionale reagì con la cessione massiccia di euro, lasciando senza liquidità in lei il mercato interbancario, e imponendo un limite al Robor, il tasso di riferimento per le transazioni in lei. In tal modo la banca centrale riuscì a contenere il rapido deprezzamento della moneta.
In seguito alla grande recessione che ebbe inizio nel 2008 incoraggiò una politica monetaria prudente, finalizzata al controllo dei tassi di interesse sui mercati finanziari e al mantenimento del tasso di cambio del leu con le altre monete.
Negli anni duemiladieci ribadì il suo impegno per l'adesione della Romania alla zona euro.
Su iniziativa di Isărescu la BNR realizzò ampie donazioni verso la chiesa ortodossa rumena per la restaurazione di antichi luoghi di culto.

## Carriera politica

### Primo ministro
Il periodo tra il 1996 e il 1999 fu segnato dall'instabilità dei governi presieduti dagli esponenti della Convenzione Democratica Romena (CDR), Victor Ciorbea e Radu Vasile. In seguito alla destituzione di quest'ultimo alla fine del 1999, il presidente della Romania Emil Constantinescu per il ruolo di primo ministro preferì optare su una figura esterna alla coalizione, la cui percezione pubblica era indebolita dalle incertezze del governo e dagli insuccessi nella lotta alla povertà. Il 16 dicembre 1999 il capo di Stato designò quale primo ministro Mugur Isărescu, percepito come un tecnico che godeva dell'appoggio trasversale dei partiti tanto della maggioranza quanto dell'opposizione. Isărescu accettò l'incarico a condizione di poter rientrare alla BNR al termine della legislatura. Il governo fu investito dal parlamento il 21 dicembre 1999 (305 voti a favore, 25 contrari) e rispecchiava la composizione politica del precedente governo Vasile, con poche variazioni anche nei ministri.
Gli obiettivi principali del governo erano quelli della ripresa dell'economia dopo tre anni di decrescita, l'inizio delle trattative per l'ingresso della Romania nell'Unione europea e l'organizzazione delle elezioni del 2000. L'esecutivo varò sin dai primi giorni di insediamento ampie misure di rilassamento fiscale, che ebbero il merito di favorire la crescita della produzione, delle esportazioni e degli investimenti. Il 2000 fu per la Romania il primo anno di crescita economica reale, non basato sull'intervento pubblico, a partire dal 1989.
Per quanto riguarda i rapporti con l'UE, il governo presentò alle istituzioni europee un documento chiamato «Strategia di sviluppo economico a medio termine 2000-2006», che fu firmato da tutti i partiti parlamentari, e nel febbraio 2000 aprì i negoziati con le autorità di Bruxelles, impegnandosi già nel mese successivo a mettere in pratica le direttive concordate in diversi settori, quali l'educazione, la politica estera e la sicurezza comune.
La stabilità del governo fu scossa nel maggio 2000, quando entrò in fallimento il fondo d'investimento FNI, che rischiò un effetto domino su altri istituti di credito e che colpì direttamente 300.000 investitori, che accusarono il governo di non tutelare i loro risparmi.
Gli ultimi mesi del mandato furono caratterizzati dall'organizzazione delle elezioni del novembre 2000. L'annuncio del presidente uscente Constantinescu di non volersi ricandidare, spinse il primo ministro Isărescu a farlo al suo posto. Per tale ragione a partire dall'autunno 2000 l'azione di governo fu ridotta all'ordinaria amministrazione.
Il 18 ottobre 2000 il primo ministro si presentò in parlamento per un resoconto sui suoi dieci mesi di governo, in cui sottolineò di essere riuscito a riformare il sistema fiscale, introdurre la quota unica IVA al 19%, realizzare una crescita economica di almeno l'1,5% e ridurre la disoccupazione. L'obiettivo di contenimento dell'inflazione entro il 27%, invece, non riuscì, poiché questa si assestò sul 40%.

### Candidatura alle elezioni presidenziali del 2000
Dopo la rinuncia del capo di Stato uscente Constantinescu, il 26 luglio 2000 l'ufficio permanente del Partito Nazionale Contadino Cristiano Democratico (PNȚCD), il maggior componente della CDR, avanzò la candidatura di Isărescu per le elezioni presidenziali del 2000. Questi godeva dell'apprezzamento, oltre che di Constantinescu, anche di una parte dell'elettorato della CDR, per essere stato il primo premier in grado di portare ad una timida risalita del PIL e ad avviare una certa riforma dell'economia.
L'11 ottobre 2000 Mugur Isărescu annunciò la propria candidatura da indipendente. Nel proprio programma adottò una posizione chiaramente liberale, sottolineando la necessità di continuare il percorso delle privatizzazioni e di realizzare la riforma delle istituzioni pubbliche e finanziarie con il supporto degli organi internazionali.
A causa della frammentazione del centro-destra, che presentava numerosi candidati separati, tuttavia, si fermò al 9,5% dei voti, quarto alle spalle di Ion Iliescu, Corneliu Vadim Tudor e Theodor Stolojan.

## Aspetti controversi
Nel marzo 2017 il quotidiano România liberă pubblicò dei documenti che rivelavano che durante gli anni del regime, tra il 1979 e il 1989, Isărescu aveva collaborato in qualità di informatore con la polizia politica di Ceaușescu, la Securitate, utilizzando il nome in codice Manole. In base all'inchiesta avrebbe fornito informazioni all'unità militare 0195, struttura sotto il controllo del servizio di controspionaggio estero del Centro di informazioni esterne (CIE). I dati avrebbero riguardato soprattutto i diplomatici stranieri con cui Isărescu era in contatto e i colleghi dell'Istituto di economia mondiale.
Isărescu, all'epoca governatore della BNR, negò le accuse, sottolineando che esisteva una sentenza del 2002 del Consiglio nazionale per lo studio degli archivi della Securitate (CNSAS), che aveva decretato che non aveva avuto contatti con la Securitate. L'analisi del CNSAS, tuttavia, non si era basata sulla documentazione custodita negli archivi della Securitate divulgata dopo il 2002, cui faceva riferimento România liberă. Secondo i regolamenti del 2017 non poteva essere richiesto un nuovo esame al CNSAS, poiché la legge impediva di rianalizzare una posizione su cui era già stato emesso un verdetto, come nel caso di Isărescu.
La legge 161 del 2019, tuttavia, modificò tale quadro. Nel giugno 2020, quindi, il CNSAS constatò la posizione di informatore della Securitate di Isărescu e trasmise gli atti alla corte d'appello di Bucarest per la conferma della sentenza. Isărescu richiese al tribunale la verifica della costituzionalità della legge e nell'aprile 2021 ottenne la sospensione del processo in attesa di un controllo da parte della Corte costituzionale. In seguito all'accoglimento dell'eccezione da parte dei giudici costituzionali del novembre 2021, il 25 febbraio 2022 la corte d'appello di Bucarest respinse la richiesta del CNSAS come inammissibile.

## Vita privata
Nel 1975 sposò la moglie Elena, professoressa di fisica e chimica, dalla quale ebbe due figli, Ileana-Lăcrămioara (nata nel 1975) e Costin-Mugur (nato nel 1986).
Nel 1996 fu nominato presidente dell'associazione rumena di scacchi.
Isărescu è azionista di maggioranza dell'azienda vinicola di famiglia con sede a Drăgășani, la Mar srl, che dispone di 20 ettari di vigneti. Tra le varietà di vini prodotti vi sono Sauvignon Blanc, Crâmpoșia strămoșească, Tămâioasă Românească e Cabernet-Sauvignon. Al 2008 la società aveva tre dipendenti, che divennero quattordici nel 2012. Al 2010 aveva un giro d'affari di 1,16 milioni di lei.

## Riconoscimenti
Oltre agli ordini accordati delle autorità di Romania, Brasile, Francia e Polonia, nel corso della carriera ricevette numerosi riconoscimenti da parte di quelle ecclesiastiche, tra i quali l'ordine dei santi imperatori Costantino ed Elena (nel 2009) e la croce patriarcale, entrambi conferiti dal patriarca della chiesa ortodossa rumena.
Il 25 ottobre 2012 gli fu assegnata la decorazione Nihil Sine Deo da parte dell'ex monarca Michele I. Tre anni dopo la casa reale rumena gli conferì anche il titolo di commendatore dell'Ordine della corona.

## Pubblicazioni
- (RO) Datoria externă, Bucarest, 1977.
- (RO) Mugur Isărescu, Nicolae Murgu e Paul Ștefănescu, Afaceri și căderi financiare în lumea capitalului, Cluj-Napoca, Dacia, 1979.
- (RO) Metodologia prognozării cursurilor de schimb, Bucarest, Institutul de Economie Mondială, 1980.
- (RO) Politici și determinante ale cursului de schimb, Bucarest, Institutul de Economie Mondială, 1981.
- (RO) Mugur Isărescu e Nicolae Murgu, Aurul, mit și realitate, Iași, Junimea, 1981.
- (RO) Problema inflației în România interbelică, New York, 1981.
- (RO) Managementul în comerțul internațional, Bucarest, Institutul de Economie Mondială, 1982.
- (RO) Mugur Isărescu, Nicolae Murgu e Constantin Lazăr, În zgomotul bursei, Bucarest, Albatros, 1982.
- (RO) Bursele de mărfuri și bursa de valori, Bucarest, 1982.
- (RO) Contul curent și balanța de plăți externe, Bucarest, Institutul de Economie Mondială, 1985.
- (RO) Balanța de plăți și indicatorii macroeconomici, Bucarest, 1986.
- (RO) Probleme monetare și financiare internaționale, Bucarest, BNR, 1986.
- (RO) Relații Monetare internaționale, Bucarest, Institutul de Economie Mondială, 1989.
- (RO) Dezvoltarea recentă în România, 1990.
- (RO) Raport privind regimul valutar din România și măsurile necesare pentru stabilizarea cursului leului, Bucarest, BNR, 1992.
- (RO) România după tiranie, Westview Press, 1992.
- (RO) Politica monetară, stabilitatea macroeconomică și reforma bancară în România, Bucarest, BNR, 1995.
- (RO) Sistemul bancar în România: evoluții recente și perspective, Bucarest, BNR, 1996.
- (RO) Reforma sistemului financiar în România și integrarea europeană, Bucarest, BNR, 1996.
- (RO) Inflația și echilibrele fundamentale ale economiei românești, Bucarest, BNR, 1996.
- (RO) Costin Kirițescu (a cura di), Politica monetară după 1989 (Partea a VI-a), in Sistemul bănesc al leului și precursorii lui, vol. 3, Bucarest, 1997.
- (RO) Convergență și sustenabilitate; probleme și mijloace de realizare, Bucarest, BNR, 10 novembre 1998.
- (RO) Banca și bancherul, Academica, 1999.
- (RO) Economia românească în perspectiva anului 2000 - selecție de studii, Bucarest, BNR, 1999.
- (RO) România: o previziune pe termen lung; Relansarea creșterii economice a României. Seminarul Clubului de la Roma, Academica, 1999.
- (RO) Managementul crizelor în economia globală - o provocare pentru politica monetară: cazul României. Simpozionul Clubului de la Roma, Bucarest, 1999.